# Доронино (Дмитровский городской округ)
Доронино — деревня в Дмитровском районе Московской области, в составе городского поселения Яхрома. До 2006 года Доронино входило в состав Подъячевского сельского округа.

## Расположение
Деревня расположена на западе центральной части района, примерно в 10 км на запад от города Яхромы, на левом берегу реки Дятлинка (левый приток Яхромы), высота центра над уровнем моря 195 м. Ближайшие населённые пункты — Харламово в 0,5 км на юго-запад и Новокарцево в 2 км на восток.

## Население
| 2002 | 2006 | 2010 |
| ---- | ---- | ---- |
| 1    | ↘0   | ↗6   |